# Kayah
För andra betydelser, se Kayah (olika betydelser).
Katarzyna Szczot, känd under sitt artistnamn Kayah, född 5 november 1967 i Warszawa, är en polsk singer-songwriter. 
Hon är en av Polens mest kända och populära sångerskor.
I början av sin karriär så sjöng hon i körer och i ett antal band. 1988 gjorde hon solodebut på Sopot Festival med låten Daughter. 1993 kom hennes första skiva Kayah ut. Sin första egenproducerde soloalbum Kamień 1996 blev en stor framgång.
1999 gjorde hon skivan Kayah & Bregović tillsammans med den serbiske kompositören Goran Bregović. Det blev en av Polens genom tiderna populära skivor och sålde 6 gånger platina (650 000 ex).